# پژوهشگاه مطالعات فرهنگی، اجتماعی و تمدنی
پژوهشگاه مطالعات فرهنگی، اجتماعی و تمدنی (پمفات) با نام‌های قبلی مؤسسه مطالعات فرهنگی و اجتماعی و پژوهشکده مطالعات فرهنگی و اجتماعی یکی از نهادهای آموزش عالی زیر نظر وزارت علوم، تحقیقات و فناوری در ایران است که با هدف «پژوهش در زمینه‌های فرهنگی و اجتماعی آموزش عالی و توسعه و ارتقای علوم انسانی و اجتماعی» تأسیس شده‌است. دبیرخانه دائمی جشنواره بین‌المللی فارابی در این مؤسسه مستقر است.

## تاریخچه
موافقت اصولی با تأسیس پژوهشکده در جلسه ۱۳۸۲/۰۷/۱۲ شورای گسترش آموزش عالی صورت گرفت و موافقت قطعی در تاریخ ۱۳۸۲/۰۸/۱۹ انجام شد. پژوهشکده با چهار گروه مطالعات آینده‌نگر، مطالعات اجتماعی، مطالعات زنان و مطالعات فرهنگی با ابلاغ مصوبه مربوط از سال ۱۳۸۳ وارد مرحله اجرایی شد.
در سال ۱۳۹۹ این نهاد به «مؤسسه» و در سال ۱۴۰۲ به پژوهشگاه ارتقا یافت.

## نشریات این پژوهشگاه
- فصلنامه تحقیقات فرهنگی ایران
- فصلنامه مطالعات میان‌رشته‌ای در علوم انسانی
- فصلنامه مطالعات دانشگاه